# Долгов, Александр Кузьмич
Александр Кузьмич Долгов (1908, Москва, Российская Империя —  1979, Москва, СССР) — ведущий лётчик-испытатель штурмовика Ил-2 и первых советских вертолетов,  полковник, лётчик-испытатель 1-го класса (1945).

## Биография
Родился в 1908 году в городе Москва.
С 1927 года в РККА — курсант Военной теоретической школы лётчиков в Ленинграде, окончив её в 1928 году поступил во 2-ю Военную школу лётчиков в Борисоглебске. После окончания школы в 1929 году служил в Липецке в частях ВВС. Будучи лучшим летчиком 38-й эскадрильи летом 1931 года был переведен в НИИ ВВС Красной Армии в отряд Т. П. Сузи, где занимался испытательными полётами и был участником освоения групповых высотных полетов на максимальную дальность, Стал одним из первых испытателей советских самолетов-штурмовиков. Среди самолётов, которые он испытывал были УТ-1 (АИР-14), ХАИ-5 (Р-10), ЦКБ-30 (ДБ-3), Р-9 (СР), ХАИ-52, Валти V-11G, ЦКБ-55 (БШ-2), ББ-1, Су-2, Ил-2, А-7 (автожир). За отличные показатели в испытании самолетов был награждён орденом «Знак Почёта». Член ВКП(б) с 1937 года..

### Участите в Великой Отечественной войне
С началом Великой Отечественной войны был назначен командиром эскадрильи, заместителем командира 430-го штурмового авиаполка особого назначения, сформированного в Воронеже на аэродроме авиационного завода № 18 из лётчиков-испытателей НИИ ВВС РККА, имевших опыт боевых действий. Задача поставленная перед ним была связана с повышением эффективного использования штурмовика Ил-2 в бою. 3 июля 1941 года полк вошёл в состав 23 сад, действовавшей на Западном фронте. В составе располагавшегося на аэродроме Зубово под Оршей полка насчитывалось 22 самолета Ил-2. Впервые для выполнения боевой задачи лётчики поднялись в воздух 5 июля 1941 года и нанесли удар по технике противника на лётном поле аэродрома в Бешенковичах - там обнаружилось скопление немецких танков и бронетранспортеров. На полевой аэродром близ деревни Яковлевичи полк перебазировался в тот же день. Из-за тяжёлых потерь полк потерял 7 машин за первые пять дней пребывания на фронте и утром 10 июля 1941 года имел только 9 из первоначальных 22 готовых к вылетам Ил-2. В итоге полк был расформирован в начале августа 1941 года. Остатки своих Ил-2 были переданы на пополнение 4-му шап. За этот период Долгов выполнил на Ил-2 12 боевых вылетов, включая три ночных и не был ни разу сбит.
В начале августа 1941 года Долгов был отозван с фронта и направлен в НИИ ВВС, где испытывал одноместный Су-6 с двигателем М-71, а с июня 1943 года провел испытания двухместного Су-6 с двигателем М-71Ф, в ходе испытаний сумел успешно посадить Су-6 с неработающим двигателем. С августа 1943 года проводил государственные испытания Ще-2, Ил-2 (двухместный), Ил-2И , Су-6, М-42, Ил-10, Ил-8, УИл-2 и другие.

### После войны
В августе 1946 года вместе с летчиком-испытателем Петром Стефановским, для проведения испытаний, обучается пилотированию на вертолете Г-3 «Омега», а с октября проводит его государственные испытания. В одном из полетов вертолет при наборе высоты резко завалился в сторону и машина упала на взлетную полосу, Долгов не пострадал. Полёты были продолжены после ремонта разбитого вертолета. 7 января 1947 года выполнялся тестовый полет на определение скоростей на различных высотах. Во время полёта вертолет начал сильно вибрировать и заваливаться в сторону, но Долгов с трудом вывел его из крёна. После выпрямления положения вертолёт сразу завалился в другую сторону и пилот с машиной упали на землю с высоты 20 метров. Причиной аварии стала поломка правого несущего винта. Долгов получил тяжелые травмы, но выжил. Военно-врачебная комиссия признала полковника Долгова не годным к военной службе, и в 1948 году он был уволен в отставку.
Всего за время летной и испытательской работы освоил 105 типов самолётов и вертолётов.
Жил и работал в Москве. Умер в 1979 году. Урна с прахом захоронена в колумбарии на Ваганьковском кладбище.

## Награды
- два ордена Красного Знамени (25.03.1944, 1947[3])
- орден Отечественной войны 2-й степени (01.07.1944)
- орден Красной Звезды (03.11.1944)[3]
- орден «Знак Почёта» (1936)
- медали, в том числе:
  - «За победу над Германией в Великой Отечественной войне 1941—1945 гг.»
  - «За доблестный труд в Великой Отечественной войне 1941—1945 гг.»
  - «Ветеран труда»